# Charles Petit-Dutaillis

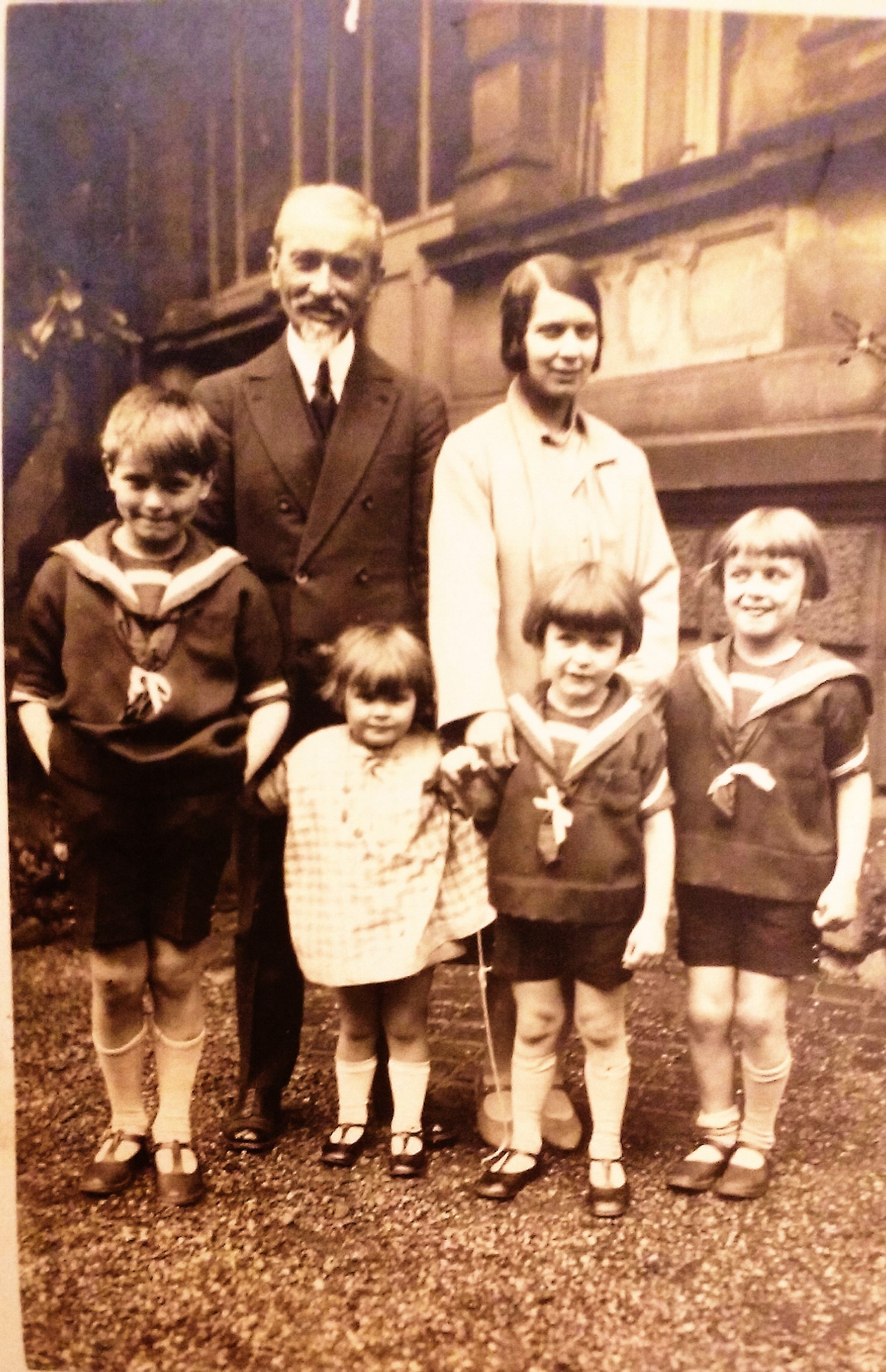
Petit-Dutaillis mit zweiter Ehefrau und Enkeln

Charles Petit-Dutaillis (* 26. Januar 1868 in Saint-Nazaire; † 9. Juli 1947 in Paris) war ein französischer Mittelalterhistoriker.
Er war der Sohn des leitenden Arztes der französischen Marine Alexandre Petit und von Zoé Dutaillis. Ab  1898 nannte er sich Petit-Dutaillis.
Petit-Dutaillis besuchte das Lycée Henri IV (wobei er beim Wettbewerb um die Elitehochschulen 1885 einen Preis in Philosophie gewann) und studierte in Paris an der Sorbonne mit dem Lizenziat 1887 und an der École nationale des chartes (ab 1886) mit dem Abschluss als Paläograph 1890. Anschließend bereiste er mit einem Stipendium drei Jahre England, Deutschland und Italien. 1895 wurde er an der Sorbonne mit einer lateinischen Dissertation über die Institutionen in Sparta promoviert. 1894 war er Professor für Geschichte am Lyzeum in Troyes, lehrte ab 1895 mittelalterliche Geschichte an der Universität Lille (als Chargé de cours und ab 1899 als Professor) und war 1899 bis 1908 Direktor der höheren Handelsschule in Lille (École supérieure de commerce de Lille). 1908 ging er an die Universität Grenoble und war dort bis 1916 Direktor der Akademie. 1916/17 war er Generalinspektor für Grundbildung und 1916 bis 1938 Direktor des Office national des universités et des grandes écoles françaises (ONUEF). 1920 bis zum Ruhestand 1936 war er außerdem Generalinspektor für Sekundarbildung.
Er war an der französischen Geschichte beteiligt, die Ernest Lavisse Ende des 19. Jahrhunderts herausgab. Petit-Dutaillis befasste sich vor allem mit Geschichte des Mittelalters in England  und Frankreich, insbesondere zur Sozialgeschichte.
Er war ein französischer Patriot und wurde noch mit 75 Jahren 1943 drei Tage im Gefängnis von Fresnes von der Gestapo inhaftiert.
1930 wurde er Mitglied der Académie des inscriptions et belles-lettres und 1938 Präsident des Institut de France. Er war Präsident der Société de l'École des chartes und der Société de l’histoire de France, Mitglied der British Academy und der Royal Historical Society und Kommandeur der Ehrenlegion.

## Schriften
- Études sur la vie et le règne de Louis VIII, 1187–1226, Paris, 1894. Bibliothèque de l'École des Hautes-Études, Nr. 101 (= Dissertation 1894)
- Le soulèvement des travailleurs d’Angleterre en 1831, 1898.
- Charles VII, Louis XI et les premières années de Charles VIII (1422–1492), in: E. Lavisse (Hrsg.), Histoire de France, Paris, Hachette, 1902.
- Documents nouveaux sur les mœurs populaires et le droit de vengeance dans les Pays-Bas au XVe s., 1908.
- Le déshéritement de Jean sans Terre, Paris, F. Alcan, 1925.
- La monarchie féodale en France et en Angleterre, Xe – XIIIe siècle, Paris, la Renaissance du livre, 1933.
- L'essor des États d'Occident : France, Angleterre, Péninsule ibérique, in: Gustave Glotz (Hrsg.), Histoire du Moyen Âge, Paris, PUF, 1937.
- Les Communes françaises, caractères et évolution des origines au XVIIIe siècle, Paris, A. Michel, 1945, 1970, 2008